# Rebutia albopectinata

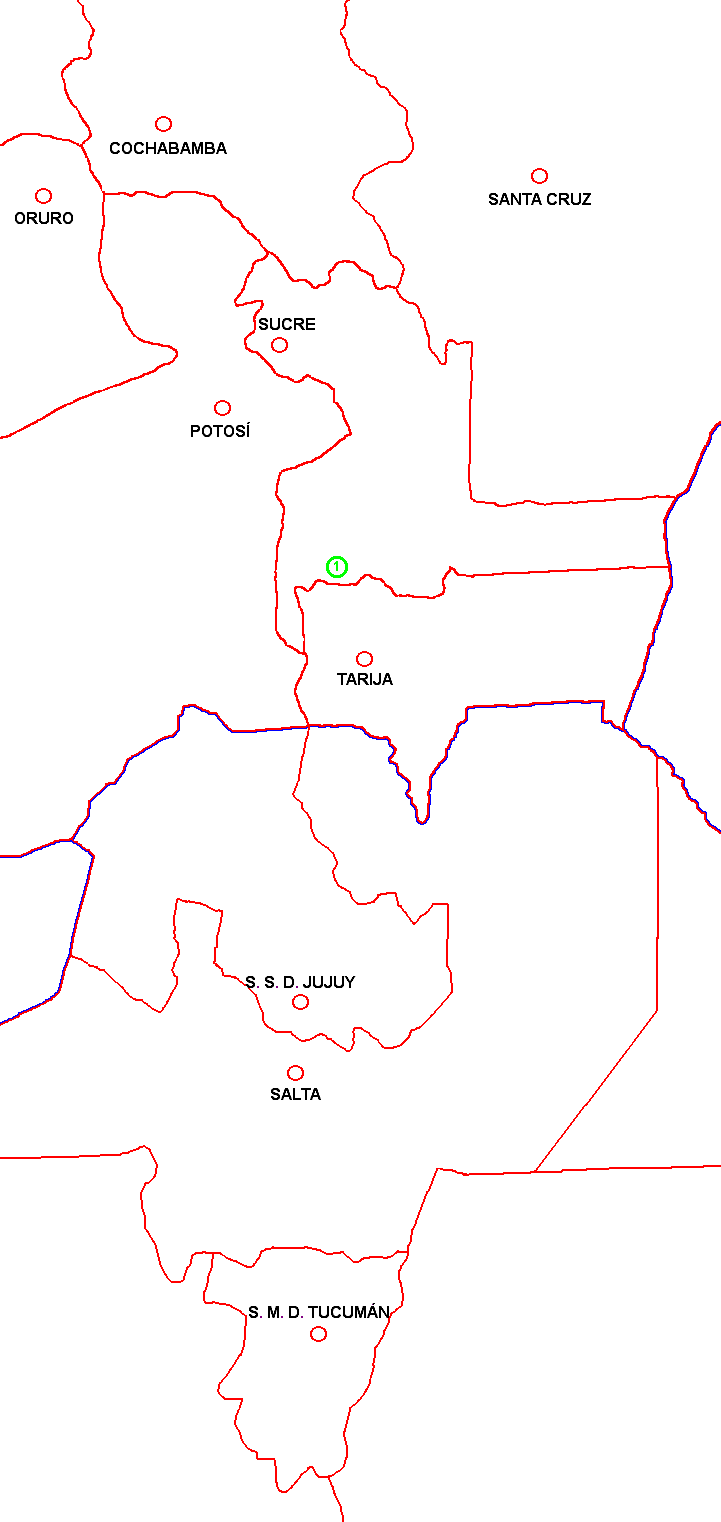
Mapa rozšíření R. albopectinata

Rebutia albopectinata je velmi nápadný druh rodu rebucie, který je skutečnou ozdobou každé sbírky. Jméno je odvozeno od charakteristického otrnění, albipectinatus znamená bíle hřebenitý. Tmavě zelené tělo, zahalené hustým bílým otrněním, je doplněno velkými, jasně červenými květy.

## Rebutia albopectinataRausch
Rausch, Walter; Kakteen und andere Sukkulenten, 23: 236, 1972
Sekce Aylostera, řada Heliosa
Synonyma: 
- Rebutia densipectinata Ritter nom.nud., seznamy polních čísel

### Popis
Stonek jednotlivý nebo poněkud odnožující, kulovitý nebo málo protáhlý, 15 - 30 mm široký, tmavě šedozelený, při silnějším oslunění až červenočerný, se silným řepovitým kořenem. Žeber 10 - 16, svislá nebo slabě stočená, 3 - 4 mm vysoká, hluboko rozčleněná na asi 1,5 mm velké hrbolky; areoly podlouhlé, 1 - 2 mm dlouhé, bíle nebo světle hnědě plstnaté. Trny jemné, rovné, bílé až nahnědlé se zesílenou hnědou patou, zcela zakrývající tělo; okrajové trny přilehlé a hřebenovitě uspořádané do 6 - 9 párů a 1 směřující dolů, 2 - 3 mm dlouhé; středové trny 0 - 2, silnější, až 1 mm dlouhé, odstávající.
Květy hluboko postranní, 35 - 40 (- 50) mm dlouhé, široce nálevkovitě otevřené; květní lůžko 3 - 4 mm široké, nazelenale červenohnědé, pokryté úzkými trojúhelnikovitými, tmavě zelenými, 1 - 2 mm dlouhými šupinami, bílou vlnou a několika bílými vlasovými štětinami; květní trubka asi 20 mm dlouhá, na dolních 5 - 8 mm srostlá s čnělkou, nad tím nálevkovitě se rozšiřující; okvětní lístky 15 - 20 mm dlouhé, 6 - 8 mm široké, vnější fialově růžové s nazelenalým středním proužkem, vnitřní oranžově červené až rumělkové; jícen růžový s bílým základem; nitky dole zelené a růžové, nahoře světle žluté, prašníky žluté; čnělka s 5 - 7 ramennou bliznou světle zelená. Plod kulovitý, asi 5 mm široký, zelený až světle hnědý s bílou vlnou a štětinami. Semena téměř kulovitá, asi 1 mm dlouhá a 0,8 mm široká, leskle černá, pokrytý zbytky arilu; hilum široké, bazální, s vyčnívajícím mikropylárním hrbolkem.

### Variety a formy
R. albopectinata byla popsána podle sběru W. Rausche WR 312. V prvotním popisu byla charakterizována zejména malými, bílými těly, podobnými tělům R. heliosa a červenými květy se štíhlou trubkou. Rauschův prvotní popis zachycuje jen velmi malou variabilitu jeho sběru, tomu také odpovídají rostliny, které byly z tohoto sběru rozšířeny do sbírek. Kromě rostlin odpovídajících prvotnímu popisu W. Rausche, tj. rostlin s malými těly a většími květy, nalezneme ve sbírkách i klony s poněkud menšími a tmavěji zbarvenými květy.
Ještě před W. Rauschem nalezl již roku 1958 tento druh F. Ritter. Ten mu přiřadil své sběratelské číslo FR 758 a provizorní jméno R. densipectinata. Ritterovy rostliny jsou celkově větší, s delšími trny, ale menšími květy. Ve sbírkách můžeme nalézt dva klony, jeden s tmavě purpurově hnědým, druhý s bledě zeleným tělem. Rostliny s tmavším tělem mívají i tmavěji vybarvené květy. Zjednodušeně lze říci, že Ritterova R. densipectinata je větší, robustnější forma R. albopectinata.

### Výskyt a rozšíření
Typová lokalita druhu R. albopectinata leží v Bolívii, u Culpina (departament Chuquisaca, provincie Sud Cinti), v nadmořské výšce 3400 m, odkud pochází Rauschův sběr WR 312. Ve stejné oblasti nalezl své rostliny i F. Ritter, jako naleziště svého sběru uvedl provincii Sud Cinti, u Culpina.